# Maurice Larrouy (Sportschütze)
Maurice Larrouy (* 3. Dezember 1872 in Toulouse; † unbekannt) war ein französischer Sportschütze.

## Erfolge
Maurice Larrouy nahm an den Olympischen Spielen 1900 in Paris teil, bei denen er im Wettbewerb mit dem Ordonnanzrevolver auf 20 m antrat. Das IOC ordnet diesen Wettbewerb der heutigen Kategorie Schnellfeuerpistole zu. Insgesamt traten sechs Schützen in diesem Wettbewerb an, bei dem sechs Schüsse abgegeben wurden. Larrouy erzielte als einziger 58 Punkte, während die übrigen Schützen auf 57 Punkte kamen, womit Larrouy vor Léon Moreaux und Eugène Balme Olympiasieger wurde.